# حيظان (الحيمة الخارجية)

تعديل مصدري - تعديل

حيظان هي إحدى قرى عزلة الربع بمديرية الحيمة الخارجية التابعة لمحافظة صنعاء، بلغ تعداد سكانها 177 نسمة حسب تعداد اليمن لعام 2004.